# يوبيك
الحركة من أجل مجر أفضل المعروف باسم يوبيك ((بالمجرية: Jobbik Magyarországért Mozgalom)) هو حزب قومي راديكالي مجري. في أيامه الأولى، وصف الحزب نفسه بأنه «حزب مسيحي مبدئي، محافظ ووطني راديكالي» «هدفه الأساسي» هو حماية «القيم والمصالح الهنغارية». تم وصف الحزب بأنه «منظمة معادية للسامية» من قبل الإندبندنت و «حزب النازيين الجدد» من قبل رئيس الكونغرس اليهودي الأوروبي.

## روابط خارجية
- الموقع الرسمي (مجرية)
- الموقع الرسمي (إنجليزية)